# Móveis Coloniais de Acaju
Móveis Coloniais de Acaju é uma banda brasileira de pop rock e art rock, com influências do indie rock, pós-punk, garage rock, ska e música típica brasileira.
Surgida em 1998 em Brasília, originalmente conhecida pelo público brasiliense pela sigla MCA, a banda possui três álbuns lançados: Idem (2005), C mpl te (2009) e De Lá até Aqui (2013).
A origem do nome da banda, entre outras versões, é baseada em um evento histórico fictício, a Revolta do Acaju - um suposto conflito unindo índios e portugueses contra os ingleses na Ilha do Bananal.
Em 26 de setembro de 2016, após 18 anos de estrada, a banda informou que fará uma pausa com tempo indeterminado em suas atividades.
Em 18 de novembro de 2024, a banda anuncia a volta aos palcos, em uma turnê de reencontro conjunta com O Teatro Mágico. Os shows do reencontro acontecem nos dias 29/03 (Rio de Janeiro), 05/04 (Brasília), 12/04 (Belo Horizonte) e 31/05/2025 (São Paulo).

## História

### A Revolta do Acaju
O nome da banda é uma homenagem a um episódio fictício da história brasileira, a Revolta do Acaju. Segundo Fabrício Ofuji, a Revolta teria acontecido por volta do Séc. XVIII, ao fim do Período Colonial, quando os ingleses, após serem derrotados diversas vezes tentando invadir o país, teriam decidido invadi-lo pelas vias fluviais da Região Norte.
Os ingleses então teriam invadido e se instalado na Ilha do Bananal sem o conhecimento de Portugal. Os invasores teriam começado a produzir móveis da madeira local, um cedro de tom avermelhado (chamado popularmente de “Acaju”). Ao descobrirem sobre a invasão, os portugueses teriam juntado colonizadores, índios e escravos para expulsarem os ingleses da Ilha. Os portugueses saem da Revolta vitoriosos e resolvem queimar os móveis produzidos pelos ingleses (ou “móveis coloniais”), como uma forma de celebração.

### Formação da banda
Formada em 1998, iniciou shows memoráveis na Tenda Comunitária da Universidade de Brasília. Dois anos depois já despontava no cenário nacional. A participação no Porão do Rock de 2000 garantiu à banda uma série de participações em festivais do Brasil e aparições em veículos de imprensa nacionais.
Em "termos gastronômicos", o som de Móveis Coloniais de Acaju já foi denominado pelos próprios membros de "feijoada búlgara". É possível perceber o rock e ska com a influência de ritmos do leste europeu e música brasileira.
Seu primeiro disco, Idem, lançado em 2005, produzido por Rafael Ramos, com tiragem inicial de 3 mil cópias. O álbum teve boa aceitação e atingiu a marca de duas mil cópias vendidas nos dez primeiros dias.
Sem Palavras, o single lançado em 2007 pela banda, ficou em 21ª posição na lista das 50 melhores músicas do ano na revista Rolling Stone.
Em 2008, a banda realizou turnê pela Europa.
Em 2009, a banda lançou o single Falso Retrato (U-HU) e preparou novas músicas em parcerias com os poetas brasileiros, formando o álbum C mpl te, considerado o quinto melhor disco do ano pela revista Rolling Stone.
Em 2014, a banda criou "Móveis Axé 90", evento de carnaval que tinha no repertório sucessos dos anos 90 e se apresentou em palcos de todo o Brasil.

### Grandes Apresentações
A banda tem passagem em eventos como o Brasília Music Festival (2003), Curitiba Rock Festival (2005), Bananada (2003 e 2004), Porão do Rock (2000, 2005, 2007 e 2008), no Festival de MPB da UNESP de Ilha Solteira (2008), FMB (Feira Música Brasil) em Recife em 2009, João Rock, em 2015, e, o principal, no Rock In Rio 2011.
Entre shows e festivais, o grupo esteve ao lado de bandas americanas como Weezer, Live, Alanis Morissette, Simply Red, Slackers e Voodoo Glow Skulls; a venezuelana Desorden Público; e as conhecidas brasileiras Charlie Brown Jr., Ultraje a Rigor, Ira!, Pato Fu, Barão Vermelho, Dead Fish e Los Hermanos.
Participaram também do Festival Indie Rock, em 2007, se apresentando ao lado de bandas nacionais e estrangeiras de indie rock, entre elas The Magic Numbers, The Rakes, e as brasileiras Moptop e Nação Zumbi.

### Festival Móveis Convida
O contato com as bandas, o aprendizado da estrada e o carinho por Brasília contribuíram para que a banda criasse seu próprio festival, o Móveis Convida. Da primeira edição, ainda em experiência (no fim de 2005) à última (em abril de 2009, que marcou a estreia das novas músicas) passaram mais de 20 bandas (de atrações renomadas como Pato Fu, Los Hermanos e Black Drawing Chalks) e um público médio de quatro mil pessoas por edição. O festival, no entanto, deixa de ser da banda em 2014; sendo organizado somente pelo seu baixista e pelo seu produtor.
Foram realizadas 17 edições nos 11 anos de atividade.

### Shows de Despedida
Após 18 anos de estrada, a banda anunciou uma pausa em suas atividades sem tempo determinado, porém, em respeito e consideração a sua legião de fãs, realizaram diversos shows de "Adeus" ou quem sabe "até breve":
- 19 e 20 de novembro de 2016 - Teatro Mars, em São Paulo;[1]
- 16 de dezembro de 2016 - Centro Cultural Imperator, no Rio de Janeiro;
- 31 de dezembro de 2016 - Esplanada dos Ministérios, em Brasília.

### Remobília
Em 30 de março de 2020, os ex-integrantes André Gonzales, Beto Mejía, Esdras Nogueira, Fernando Jatobá e Gustavo Dreher retomam parceria no projeto Remobília.

## Integrantes

### Última Formação
- André Gonzales (vocal) - 1998-2016, 2025-presente
- Beto Mejía (flauta transversal) - 1998-2016, 2025-presente
- Esdras Nogueira (saxofone barítono) - 1998-2016, 2025-presente
- Fabrício Ofuji (Produção) - 1998-2016, 2025-presente
- Fabio Pedroza (baixo) - 1998-2016, 2025-presente
- Fernando Jatobá (guitarra) - 1998-2016, 2025-presente
- Gabriel Coaracy (bateria) – 2009 - 2015, 2025-presente
- Gustavo Dreher (teclados) - 1998-2016, 2025-presente
- Paulo Rogério (sax tenor) - 1998-2016, 2025-presente
- Xande Bursztyn (trombone) - 1998 - 2014, 2025-presente

### Ex-integrantes
- Renato Rojas (bateria) - 1998-2008
- Anderson Nigro (bateria) - 2015-2016
- Leonardo Bursztyn (guitarra) - 1998-2008
- BC (guitarra) - 2005-2013
- Eduardo Borém (gaita cromática, teclados e escaleta) - 1998-2016
- Rodrigo Montes (sax alto e tenor) - 2000 - 2002

## Discografia

### Álbuns de estúdio
- Idem – 2005
- C_mpl_te – 2009
- De Lá até Aqui – 2013

### EP's
- Móveis Coloniais de Acaju – 2001
- Vai Thomaz No Acaju (com Gabriel Thomaz) – 2007

### Singles
A banda lançou seis singles:
- Seria o Rolex? – 2006
- Sem Palavras – 2007
- O Tempo – 2009
- Falso Retrato (U-hu) – 2009
- Dois Sorrisos – 2011 (em parceria com Leoni)[20]
- Vejo em Teu Olhar – 2012

### DVD's
- Ao vivo no Auditório Ibirapuera – 2010
- Mobília em Casa - Móveis Coloniais de Acaju e a Cidade – 2014

## Prêmios e indicações
| Ano  | Premiação              | Categoria         | Indicação                 | Resultado | Ref    |
| ---- | ---------------------- | ----------------- | ------------------------- | --------- | ------ |
| 2010 | Prêmio Multishow 2010  | Experimente       | Móveis Coloniais de Acaju | Venceu    | [ 21 ] |
| 2011 | MTV Video Music Brasil | Videoclipe do ano | O Tempo                   | Indicado  |        |
| 2011 | MTV Video Music Brasil | Webclipe          | Dois Sorrisos             | Indicado  |        |